# Gare centrale de Brême
La gare centrale de Brême (en allemand : Bremen Hauptbahnhof)) est une gare ferroviaire allemande, située au centre-ville de Brême dans le land de (land de Brême).

### Accueil

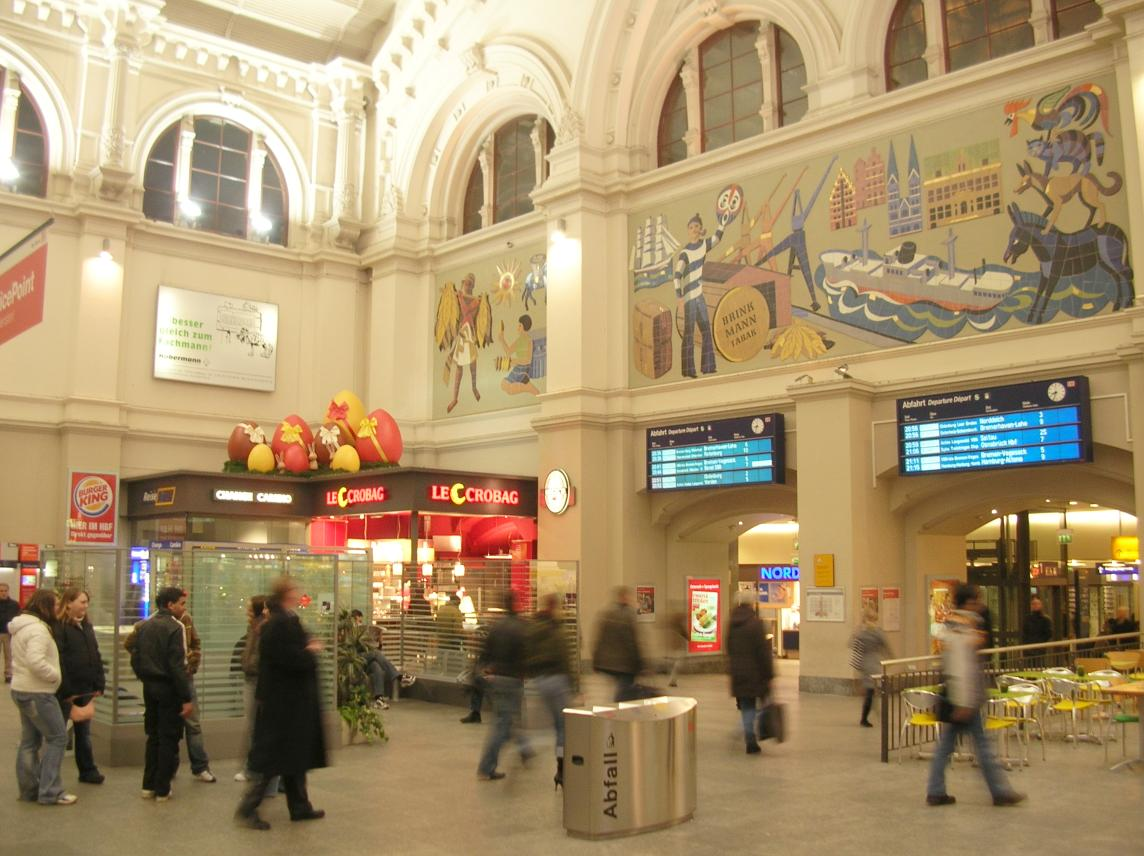
Le hall de la gare.

## Histoire
La gare a été ouverte en 1847.

## Service des voyageurs

### Desserte
Réseau Grandes lignes de la DB : InterCityExpress, InterCity, EuroCity, RegionalExpress, RegionalBahn.